# Электронная Япония
Электронная Япония (яп. E-ジャパン) — правительственная IT-инициатива, выдвинутая в своей речи премьер-министром Ёсиро Мори перед Парламентом 21 сентября 2000 года.

## Суть
Главными направлениями деятельности были объявлены:
- Выдвижение законопроекта основного закона об информационных технологиях параллельно с выдвижением законопроекта по внесению поправок в другие законы, что сделают обязательным выпуск документации по финансовым транзакциям в частном секторе и др.
- Формулирование национальной IT-стратегии
- Продвижение инициатив по развитию широкополосного Интернет-доступа, снижению его стоимости и повышению удобства использования
- Делёж информацией мониторинга в реальном времени статистики по выполнению мер по развитию IT
- Ускоренное создание электронного правительства, компьютеризация школьного образования и разработка систем, интегрирующих телекоммуникации и системы вещания
- Подключение к широкополосному Интернету школ и госучреждений, национальная кампания по пропаганде использования Интернета всеми гражданами
- Поощрение разработки инфоконтента, улучшение удобств людей и повышение их довольства (Интернет-Ярмарка 2001 должна была послужить трамплином)

Принятый закон назывался Законом «О создании продвинутого информационно-телекоммуникационного общества» (яп. 高度情報通信ネットワーク社会形成基本法), а 6 января 2001 Центром по IT-стратегии была сформулирована национальная IT-стратегия.
Развитие Интернет-доступа с целью повышения удобства услуг и снижения цен легло на частный сектор, а особенно на провайдер Yahoo! BB с его стратегией массовых подключений и коммутируемого доступа.
Интернет-Ярмарка была проведена под руководством директора агентства экономического планирования Сакайя Таити (поскольку в то время правительство успело подать в отставку, руководство передали министру экономической и налоговой политики Хэйдзо Такэнака, при этом правительство выразило гордость за то, что ярмарка улучшила восприятие Интернета японцами, но выразило сомнение в затратах в ¥11 млрд на её проведение.
Ещё до выдвижения инициативы августе 1994 был создан Стратегический центр по продвижению продвинутого информационно-телекоммуникационного общества (яп. 高度情報通信ネットワーク社会推進戦略本部) с целью построения современного информационно-телекоммуникационного общества в Японии как часть международных усилий по информатизации и компьютеризации.
7 июля 2000 в Японии во время проходящей всемирно т. н. IT-революции в Правительстве был создан Центр IT-стратегии (яп. IT戦略本部), он же Стратегический центр информационно-коммуникационных технологий (яп. 情報通信技術戦略本部), деятельность которого была направлена на трансформацию Японии в глобально кокурентоспособную IT-нацию, плодами чего смогли бы воспользоваться и простые японцы. Он же стал проводить правительственные Собрания по IT-стратегии (яп. IT戦略会議)
27 ноября были приняты основные принципы стратегии, 29 ноября был принят Основной закон «О создании продвинутого информационно-телекоммуникационного общества» (яп. 高度情報通信ネットワーク社会形成基本法), он же просто «Основной закон об IT» (яп. IT基本法) и при правительстве по этому закону был создан Центр IT-стратегии.
22 января им была сформулирована стратегия «Электронная Япония», звучавшая так:

Япония должна принять реалистичные революционные меры, как можно скорее воплотив в жизнь общество знаний, в котором каждый гражданин использует информационно-телекоммуникационные технологии, то есть IT, наслаждаясь предлагаемыми ими преимуществами. Основываясь на принципах рыночной экономики, мы создадим такой инвестиционный климат, где в полной мере частный сектор сумеет проявить себя, за 5 лет намереваясь превратить нас в самую продвинутую в IT нацию.
Оригинальный текст (яп.)我が国は、すべての国民が情報通信技術（IT）を積極的に活用し、その恩恵を最大限に享受できる知識創発型社会の実現に向け、早急に革命的かつ現実的な対応を行わなければならない。市場原理に基づき民間が最大限に活力を発揮できる環境を整備し、5年以内に世界最先端のIT国家となることを目指す。

Приоритетными направлениями деятельности стали:
- Развитие инфраструктуры широкополосного доступа в Интернет на скоростях 30-100 мбит/с за 5 лет по низким ценам, доступным всем гражданам.
- Развитие электронной коммерции
- Построение электронного государства
- Улучшение развития человеческих ресурсов

29 марта на основе этих принципов была принята система ежегодных Планов приоритетных начинаний программы «Электронная Япония». Первый ежегодный план из 5 пунктов на 2002 был принят 26 июня 2001.